# Citronellolo
Il citronellolo è un monoterpenoide aciclico.
Entrambi gli enantiomeri si trovano in natura. Il (+)-β-citronellolo si trova nell'olio essenziale di citronella, che viene utilizzato come repellente per gli insetti. Il suo stereoisomero, il (-)-β-citronellolo si trova nell'olio essenziale di rosa e nell'olio essenziale di geranio, che vengono utilizzati in profumeria e in alcuni prodotti cosmetici, anche se non è adatto per pelli sensibili.